# 長崎県立北松農業高等学校
長崎県立北松農業高等学校（ながさきけんりつ ほくしょうのうぎょうこうとうがっこう, Nagasaki Prefectural Hokusho Agricultural High School）は、長崎県平戸市田平町小手田免に所在する公立の農業高等学校。通称は「北松農業」、「北農」（ほくのう）。

## 概要
歴史
1945年（昭和20年） 「長崎県立北松浦農学校」が開校。1948年（昭和23年）の学制改革により新制高等学校となる。現校名になったのは1955年（昭和30年）。2015年（平成27年）に創立70周年を迎えた。
設置課程・学科
全日制課程 3学科
- 生物生産科
- 食品流通科
- 生活科学科

校訓
「誠実・自主・実践」
スローガン
『「夢に向かって」　やる気　元気　本気　根気』
校歌
作詞は行武雅之、作曲は中野静雄による。

## 沿革
- 1945年（昭和20年）
  - 4月1日 - 「長崎県立北松浦農学校」として新設。（農業科6学級、修業年限3年、定員300名）
  - 4月20日に開校式を挙行。
- 1946年（昭和21年） - 現在地に校舎新築し移転。
- 1948年（昭和23年）4月1日 - 学制改革に伴い、「長崎県立北松高等学校」と改称。
- 1949年（昭和24年）
  - 7月8日 - 新校舎へ移転。
  - 9月2日 - 佐世保市中里に中里分校（昼間定時制4年間 農業課程1学級、農村家庭課程1学級）を設置。
- 1954年（昭和29年）6月30日 - 今福分校設立が認可される。
- 1955年（昭和30年）
  - 3月31日 - 中里分校を廃止。中里分校は長崎県立川棚高等学校江上分校と統合の上、長崎県立早岐高等学校（長崎県立佐世保東翔高等学校の前身）中里教室となる。
  - 4月1日 -「長崎県立長崎北松農業高等学校」（現校名）に改称。
- 1956年（昭和31年）11月3日 - 生徒クラブ活動で県下1位となり、県新生活運動推進本部より表彰を受ける。
- 1960年（昭和35年）3月22日 - 創立15周年記念並びに体育館落成式典を挙行。
- 1962年（昭和37年）10月7日 - 校旗を制定し、PTA・同窓会・本校職員より寄贈。
- 1966年（昭和41年）
  - 4月1日 - 今福分校が長崎県立松浦園芸高等学校（後の長崎県立松浦東高等学校[1]）として分離独立。
  - 10月14日 - 創立20周年記念式典を挙行。同窓会より石像「巌」が寄贈。
- 1975年（昭和50年）11月23日 - 創立30周年記念式典を挙行。
- 1980年（昭和55年）2月20日 - 旧校舎を解体。
- 1981年（昭和56年）
  - 4月 - 校訓を制定。
  - 11月28日 - 現校舎の落成式を挙行。
- 1985年（昭和60年）11月16日 - 創立40周年式典を挙行。
- 1988年（昭和63年）10月25日 - 電子計算機ネットワークシステムを設置。
- 1989年（平成元年）2月15日 - 手作り教育環境整備事業により、農場中央の洋式庭園が完成。
- 1995年（平成7年）10月21日 - 創立50周年記念式典を挙行。
- 1999年（平成11年）5月28日 - ホームヘルパー養成講座（3級）の指定校となる。
- 2003年（平成15年）3月19日 - 弓道場新築工事が完了。
- 2005年（平成17年）10月15日 - 創立60周年記念式典を挙行。
- 2010年（平成22年）4月1日 - 長崎県立佐世保特別支援学校高等部北松分教室が併設される。
- 2016年（平成28年）4月1日 - 学科改編により農業科学・園芸科学・食品科学の3学科を統合し「生物生産科」と「食品流通科」の2学科に改編。
  - 生活科学科は存続。
- 2018年（平成30年）3月31日 - 農業科学科・園芸科学科・食品科学科を廃止。
- 2021年（令和3年）4月1日 - 併設の長崎県立佐世保特別支援学校北松分教室が北松分校高等部となる[2]。

## 学校行事
3学期制
1学期
- 4月 - 始業式、入学式、対面式、歓迎遠足、茶摘み
- 5月 - 農業クラブ・家庭クラブ総会（生徒総会）、中間考査
- 6月 - 高総体、期末考査（～7月）
- 7月 - 三者面談、校内球技大会、終業式、高3夏季補習、オープンスクール（～8月）
- 8月 - 平和学習（9日 長崎原爆の日）、高3夏季補習

2学期
- 9月 - 始業式、体育祭、自動車学校入校説明会、高3就職試験開始、中間考査
- 10月 - 自動車学校通学開始、高1一日研修
- 11月 - 農業文化祭、期末考査（～12月）
- 12月 - 農業クラブ（生徒会）役員選挙、高2修学旅行、校内球技大会、終業式

3学期
- 1月 - 始業式、高3学年末考査
- 2月 - 高校推薦入試、創立記念日（5日）、校内プロジェクト、高1・2学年末考査
- 3月 - 卒業式、校内意見発表会、終業式（修了式）

## 部活動
運動部
- 陸上部
- 軟式野球部
- バレーボール部（女）
- ソフトテニス部
- ソフトボール部（女）
- 柔道部
- 相撲部（男）
- 卓球部
- 弓道部
- バスケットボール部

文化部
- 新聞・放送部
- 国際研究・英会話部
- 美術・イラスト部
- 権現太鼓部
- 茶道同好会
- 華道同好会
- 文芸同好会

農業クラブ・家庭クラブ
- 農業機械部
- 動物科学部
- 食品科学部
- 生物工学部
- 園芸デザイン・測量部
- 流通情報部
- 生活文化部
- 社会福祉部

## アクセス
最寄りの鉄道駅
- 松浦鉄道（MR）「西田平駅」下車、徒歩約20分。

最寄りのバス停
- 西肥バス「農高前」もしくは「荻田」バス停下車。

最寄りの県道
- 長崎県道221号以善田平港線

## 周辺
- 肉用牛改良センター
- 瀬戸山天主堂（田平カトリック教会）
- たびらファーブルパーク（たびら昆虫自然園）
- 金比羅神社
- 鎌倉神社
- 若葉保育園
- 九郎神社
- ピットブラザーズ車検館